# Sidoni d'Ais
|  | Per a altres significats, vegeu «Sidoni». |

Sidoni d'Ais (Betània, s. I - Ais de Provença, segona meitat del s. I) o Celidoni és un personatge llegendari que, segons la tradició va acompanyar Maria Magdalena en el seu llegendari viatge a la Provença i va ésser el segon bisbe d'Ais. És venerat com a sant per l'Església catòlica. La figura es basa en la d'un personatge del Nou Testament i en la de Sant Sidoni Apol·linar, bisbe de Clarmont. També s'ha identificat amb el llegendari bisbe Restitut de Tricastin.

## Sidoni, el cec de naixement
Segons aquesta tradició, Sidoni era un home cec de naixement, que el mateix Jesucrist havia guarit, tornant-li la vista. Seria, segons aquesta història, el cec que Joan l'Evangelista esmenta als versets 1-7 del capítol 9 del seu evangeli i que era a l'entrada del temple de Jerusalem. Crist, en veure'l, va fer fang amb la seva saliva i el posà sobre els ulls del cec dient-li que anés a rentar-se'ls a la piscina de Siloè; quan se'ls rentà, començà a veure. Es dedicà llavors a proclamar el poder de Crist mentre demanava almoina.

## Llegenda
Al llarg de l'Edat mitjana, s'anà desenvolupant, al sud de França, una tradició al voltant d'un suposat viatge de Maria Magdalena, Marta i Llàtzer de Betània, que s'hi establirien a la zona d'Ais de Provença, acompanyats d'altres persones, coneguts o servents seus.
Mort Crist, Magdalena i els seus germans van veure's amenaçats i van fugir de Palestina, amb el seu intendent Maximí d'Ais, la serventa Marcel·la, Celidoni, Josep d'Arimatea, Tròfim d'Arle i altres deixebles de Crist: Sidoni, el que havia estat cec, se'ls afegí i embarcà amb ells en un vaixell miraculós que, sense timó ni veles, va travessar la Mediterrània fins a arribar a les Santes Maries de la Mar (Provença), prop d'Arle, on va aturar-se.
Era l'any 48; mentre Llàtzer va anar a predicar a Marsella, Marta i Marcel·la anaren a Tarascó, Tròfim a Arle i Maria s'hi va fer eremita, retirant-se a una cova de les muntanyes de la Santa Bauma i Maximí anà a Ais de Provença, on predicà i es convertí en bisbe de la ciutat. Quan morí, el succeí Sidoni com a bisbe.
Sidoni morí cap a l'any 80. Fou enterrat a la cripta de la basílica de San Maissemin d'Ais, en un sarcòfag romà del segle iv, juntament amb els de Maximí, Marcel·la i Susanna, i el de Maria Magdalena.

### Restitut de Tricastin
Una altra tradició, però, fa que Sidoni, que havia canviat el seu nom pel de Restitut (segons el dominicà Bernat Gui), que volia dir "a qui la vista ha estat restituïda"), va anar a predicar a la Droma (Roine-Alps) i fou bisbe de Saint-Paul-Trois-Châteaux. En morir, fou sebollit a una tomba sobre la qual sorgí el poble de Saint-Restitut.
Per conciliar les dues tradicions, es diu que Restitut, després d'ésser bisbe de Saint-Paul-Trois-Châteaux, fou bisbe d'Ais.
Les fonts sobre Restitut són poc fiables, ja que uns episcopologis en diuen que fou el primer bisbe de Tricastin i d'altres que el cinquè. Els martirologis més antics no el citen, i el d'Ais l'esmenta amb festa el 7 de novembre. Fou venerat a les diòcesis de Saint-Paul-Trois-Châteaux, Ais de Provença, Valença, Vivièrs i Ate. Les restes de la cripta de Saint-Restitut, església del segle ix, foren destruïdes en 1561 pels hugonots.
La identificació amb el cec de l'Evangeli i amb Sidoni no és anterior al segle xv i no té cap valor històric. Ben bé, no es pot assegurar que hagi existit o no, i potser és una adaptació local d'un personatge real o d'un sant d'altra procedència.

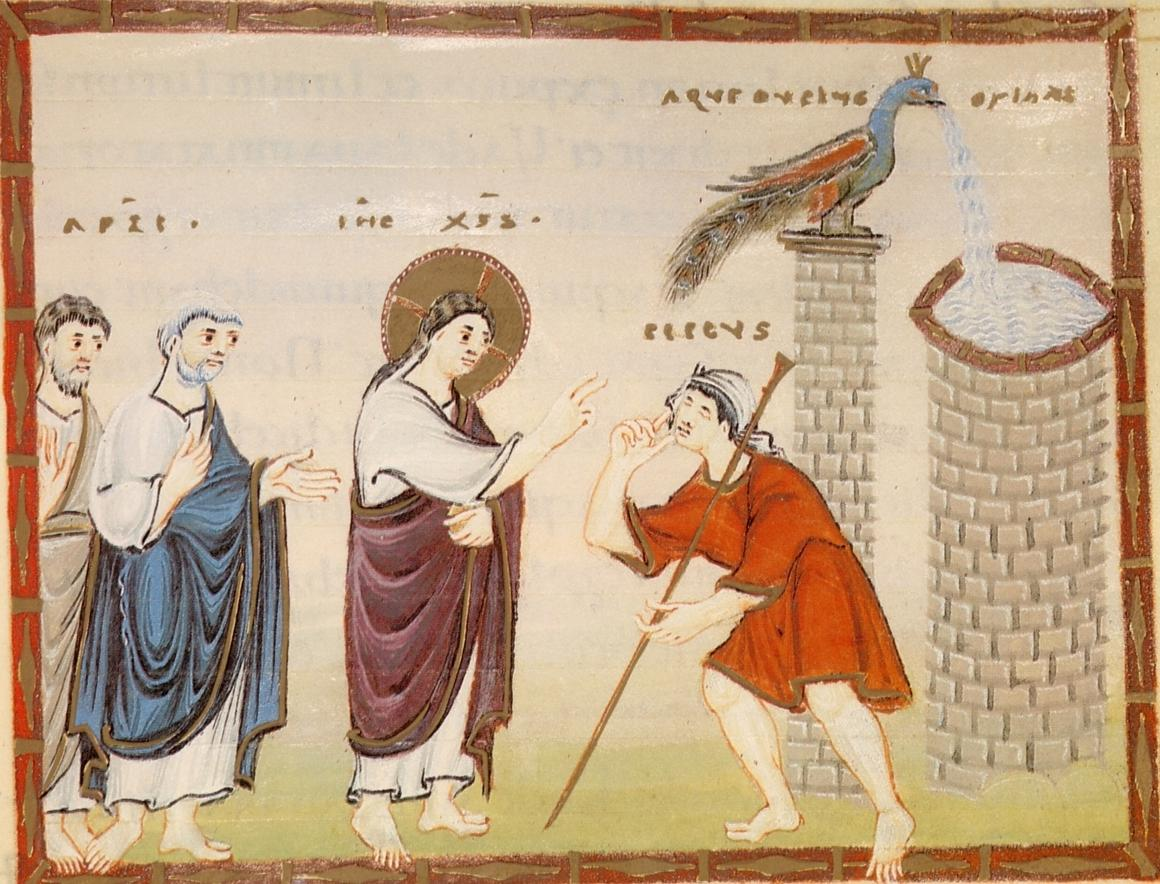
Guarició de Sidoni, al Codex Egberti, ca. 990
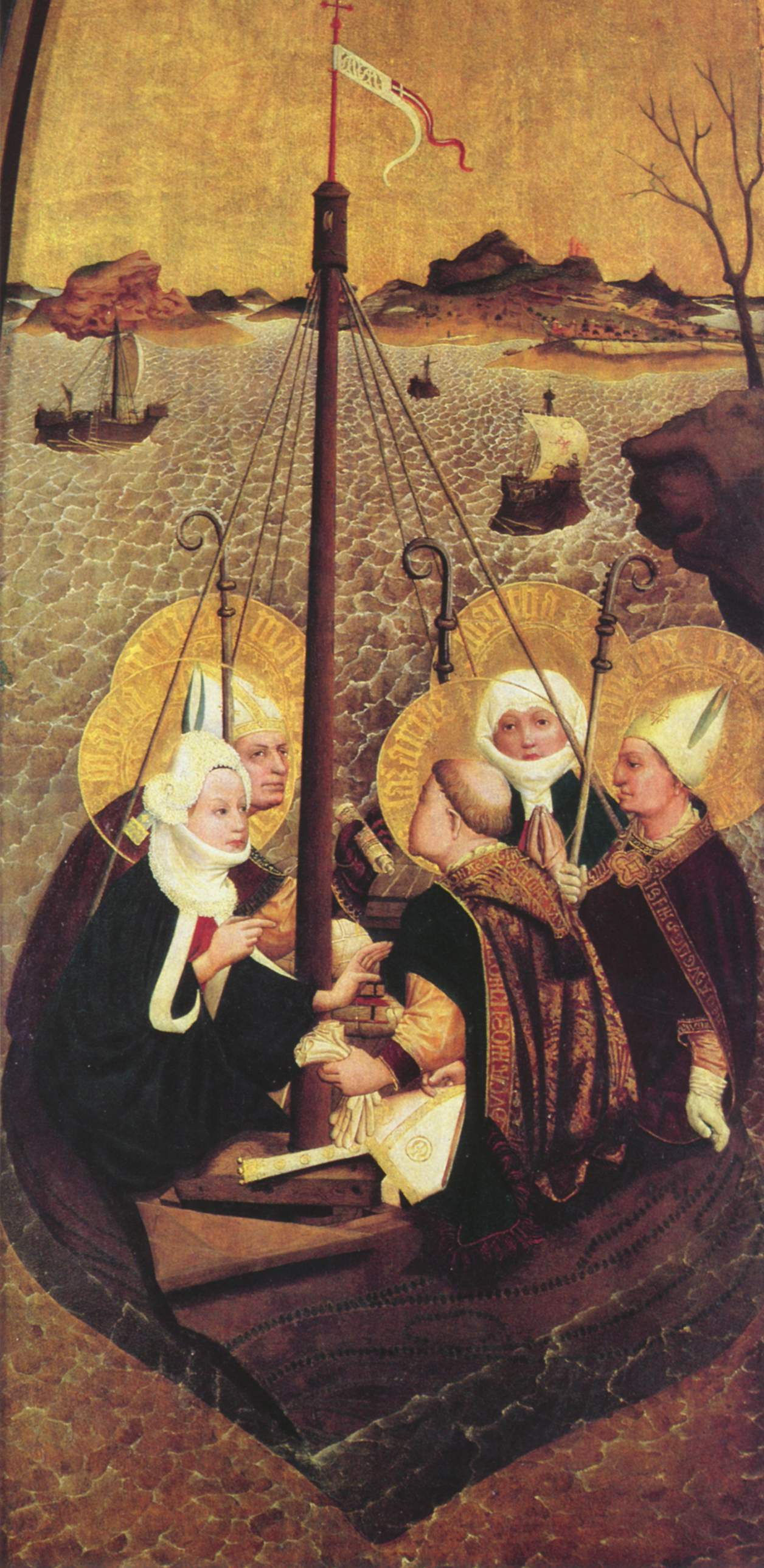
Ala del retaule de Tiefenbronn, per Lucas Moser, 1432, amb la Magdalena, Maximí, Llàtzer i Sidoni anant cap a la Gàl·lia.
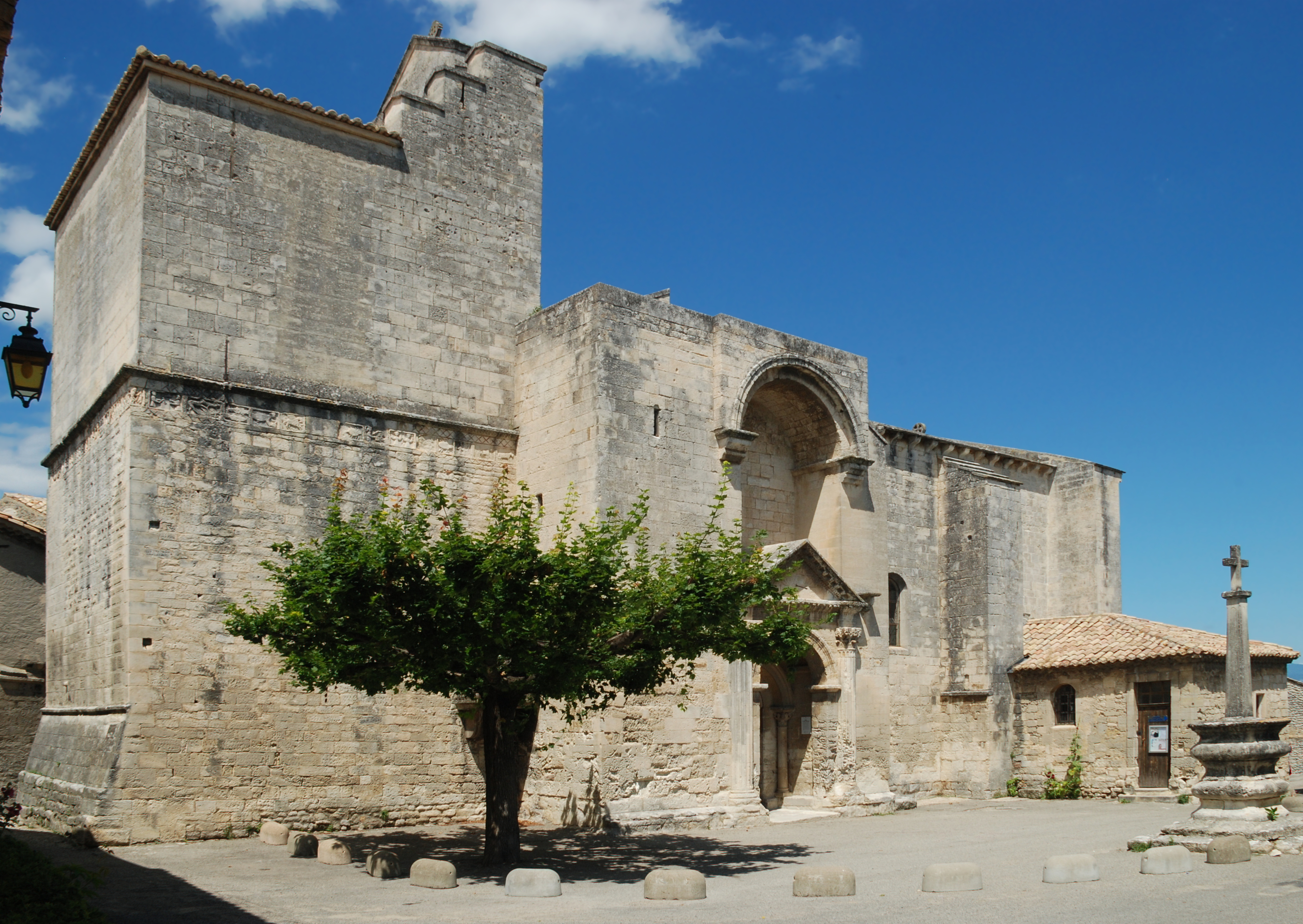
Església de Saint-Restitut.

## Veneració
El 9 de desembre de 1279, Carles, príncep de Salerno, nebot de Lluís IX de França i futur comte de Provença, va excavar a l'església de San Maissemin, descobrint-hi la cripta amb els sarcòfags. Segons la tradició, va fer obrir el que semblava de Sant Sidoni i una flaire meravellosa s'escampà per la cripta: hi havia el cos de Maria Magdalena, que hi havia estat amagat per protegir-lo dels sarraïns en 710. Nou dies després, en presència de prelats i nobles, es tornà a obrir la tomba i se'n va fer inventari.
Les suposades relíquies de Sidoni s'haurien col·locat en un reliquiari d'argent en forma de bust, que es conservà a la basílica fins al 1793. Una part del crani i el reliquiari fou recuperat.
Sant Sidoni d'Ais tenia festa el 23 d'agost, data molt propera al 21, quan és la festa de Sant Sidoni Apol·linar, sant gal·loromà que potser va donar origen a la llegenda d'Ais.